# 九井諒子
九井諒子（日语：／ Kui Ryōko）是一名日本漫畫家、同人作家。

## 人物簡介
在同人誌銷售會、Pixiv、自己的網站等等地方發表作品。
2011年開始在商業雜誌上發表作品。
2013年，以《抽屜裡的生態箱》（ひきだしにテラリウム）得到了第17屆日本新媒體動漫藝術節漫畫部門的優秀賞。
2014年，開始自己第一部的長編連載《迷宮飯》（ダンジョン飯）。本作品獲得「2015年度Comic Nathalie大賞第1位」、「2016年度這本漫畫真厲害！」、「THE BEST MANGA このマンガを読め!2016 」、「全國書店店員推薦漫畫2016年度」第一名。

## 作品

### 已完结
- 《迷宮飯（ダンジョン飯）》（2014年 - 2023年、enterbrain、Comic Beam、全14冊）（台灣青文出版社，目前發行12冊）（天闻角川（出品）新星出版社（1-8）北京工艺美术出版社（9-12）百花文艺出版社（13-14（出版））

### 單行本
- 《龍的學校在山上（竜の学校は山の上 九井諒子作品集）》（イースト・プレス、2011年3月30日發行、ISBN 978-4-78-160545-6）（台灣青文出版社、2015年11月13日發行、ISBN 471-8-01-601543-2）（天闻角川（出品）新星出版社（出版）、ISBN 978-7-5133-5803-3）
- 《九井諒子作品集 龍可愛的七個孩子（九井諒子作品集 竜のかわいい七つの子）》（enterbrain、Beam Comic、2012年10月15日發行、ISBN 978-4-04-728408-1）（台灣青文出版社、2015年4月16日發行、 ISBN 471-8-01-601234-9）（天闻角川（出品）百花文艺出版社（出版）、2024年4月、ISBN 978-7-5306-8667-6）
- 《抽屜裡的生態箱/抽屜裏的溫室箱（ひきだしにテラリウム）》（イースト・プレス、2013年3月27日發行、ISBN 978-4-78-160948-5）（台灣青文出版社、2016年1月13日發行、 ISBN 471-8-01-601633-0）（漫库（出品）云南美术出版社（出版）、2017年11月、 ISBN 978-7-54892906-2）（天闻角川（出品）新星出版社（出版）、ISBN 978-7-5133-5844-6）
- 《九井谅子涂鸦集 白日梦时间（九井諒子ラクガキ本 デイドリーム・アワー）（KADOKAWA、HARTA COMIX、2024年1月15日发行、ISBN 978-4-04-737646-5） （天闻角川（出品）新星出版社（出版）、2024年7月、ISBN 978-7-5133-5675-6）

## 插畫
- 九井諒子「竜のかわいい七つの子」「竜の学校は山の上」合同原画展（2012年10月1日 - 11月17日）

## 风格
九井以轻松独特的视角展现现实与幻想而著称。坂本惠（Megumi Sakamoto）在Comic Natalie上撰文，描述其漫画风格为“违和感”。在Comic Natalie的采访中，九井表示龙的形象对自己充满亲和力，在她的多部作品中出现。 她作品中的龙展现出不同的迥异风格，诸如恶龙，翔龙，甚至也有类似蜥蜴的爬行龙。在创作《迷宫饭》之前，九井阅读了《魔域仙踪》和《魔戒》，并在漫画连载前多次研究了《龙与地下城》的说明书。 九井是电脑角色扮演游戏（RPG）的忠实粉丝，曾为《博德之门》、《博德之门2》、《博德之门3》、《开拓者：拥王者》、《开拓者：正义之怒》和《异域镇魂曲》绘制过同人作品。

## 資料來源
1. 1 2 3  . コミックナタリー. 株式会社ナターシャ.   [2016-10-27]. （原始内容存档于2016-10-06）.
2. ↑  . 文化庁メディア芸術祭. 文化庁.   [2016-10-27]. （原始内容存档于2016-10-14）.
3. ↑  Inc, Natasha. . コミックナタリー.   [2024-07-07] （日语）.
4. ↑  Inc, Natasha. . コミックナタリー.   [2024-07-07]. （原始内容存档于2019-05-07） （日语）.
5. ↑  S1娘Official. . www.bilibili.com.   [2024-07-07]. （原始内容存档于2024-09-22）.
6. ↑  . web.archive.org. 2024-02-04  [2024-07-07]. 原始内容存档于2024-02-04.
7. ↑  published, Hirun Cryer. . gamesradar. 2024-01-08  [2024-07-07]. （原始内容存档于2024-06-12） （英语）.
8. ↑  . www.gcores.com.   [2024-07-07]. （原始内容存档于2024-09-22） （中文）.
9. ↑  . passport.weibo.com.   [2024-07-07]. （原始内容存档于2024-07-07）.
10. ↑  . www.3dmgame.com.   [2024-07-07]. （原始内容存档于2024-07-07）.